# Arthur G. Robertson
Arthur G. Robertson (ur. 1879, zm. ?) – brytyjski piłkarz wodny, pierwotnie uznawany za uczestnika Letnich Igrzysk Olimpijskich 1900 w Paryżu.
Podczas igrzysk olimpijskich w Paryżu złoty medal w turnieju piłki wodnej zdobyła  drużyna Osborne Swimming Club. Oficjalny raport olimpijski uwzględnia Robertsona w składzie drużyny zwycięskiej, jednak inna lista z tego okresu już nie. Możliwe że w ogóle nie uczestniczył w turnieju.
Międzynarodowy Komitet Olimpijski nie wymienia go w składzie drużyn uczestniczących w turnieju piłki wodnej.